# Fanfiction
Une fanfiction ou fan-fiction, abrégée en fanfic, aussi appelée ou fiction de fan ou fanafiction, est un récit que certains fans écrivent pour prolonger, amender ou même totalement transformer un produit médiatique qu'ils affectionnent, qu'il s'agisse d'un roman, d'un manga, d'une série télévisée, d'un film, d'un jeu vidéo ou encore d'une célébrité,.
Une fanfiction reprend, en les développant différemment, les thèmes classiques du scénario d'origine, le « canon ». Elle peut continuer l'histoire (« suite »), en dévoiler l'origine (« préquelle ») ou encore « combler les béances du scénario ».
Écrire une fanfiction permet au lecteur ou au spectateur de mettre en scène ce qu'il aurait souhaité trouver dans l'œuvre d'origine.
Les fanfictions sont souvent centrées sur les personnages : elles explorent en profondeur leur psychologie, mettent en scène les relations qu'ils entretiennent entre eux, ajoutent ou approfondissent des romances, mettent en valeur des personnages secondaires, introduisent de nouveaux personnages dans la trame. Elles peuvent aussi s'approprier l'univers inventé par un (ou des) auteur(s) en le développant ou en l'utilisant pour y faire jouer uniquement des personnages inédits ou eux-mêmes (self insert).
La liberté de publication, l'anonymat possible, l'écriture à plusieurs ou disruptive et l'absence de recherche de profit permettent de traiter de thèmes qui empêcheraient l'histoire de correspondre à un créneau commercial défini ou qui seraient impropres pour une œuvre destinée à un grand nombre ou à un jeune public. Ce mode de création, souvent au sein d'une communauté apprenante, est aussi considéré par de nombreux auteurs comme un moyen d'apprendre à écrire, de développer l'imaginaire individuel et collectif.

## Étymologie
Le substantif féminin « fanfiction » est un emprunt à l'anglais. Le mot est construit à partir des mots « fan » et « fiction ».
Il est l'un des 150 mots entrés dans l'édition 2017 du Petit Larousse, parue le 26 mai 2016. Il y est défini comme un « récit proposé par un fan sur Internet, qui fait suite à une fiction préexistante — roman, manga, série, film, jeu vidéo — ou en constitue une variation ».

## Fanficet culture populaire
Considérée par certains comme une revanche de l'écrit sur l'audiovisuel, la fanfic est un mode d'expression issu de la culture populaire, comme le dit Henry Jenkins, directeur de l'Institut de technologie du Massachusetts : 

« La fanfiction est une manière pour la culture de réparer les dégâts commis dans un système où les mythes contemporains sont la propriété des entreprises au lieu d'être celle des gens. »

Au Japon, les fanfics sont très répandues (surtout pour les anime sous forme de dōjinshi) et elles existent même pour les jeux vidéo où les personnages sont souvent considérés comme très charismatiques.

## Fanfictionet communauté
La pratique de l'écriture ou lecture de la fanfiction est fortement communautaire et l'aspect d'apprentissage et d'entraide y est particulièrement présent. La communauté joue aussi un rôle notamment pédagogique de groupe d'écriture en ligne,. En effet, ces lieux de rencontre autour d'une passion commune (« espaces d'affinité ») sont propices à une forte solidarité et encouragent l'investissement personnel en faveur des autres fans.
Les formes d'interaction entre les fans sont multiples : on remarque, par exemple, que les profils des auteurs sont souvent une forme de dialogue à l'intention des lecteurs. De même, ils mettent souvent des notes en marge de leurs chapitres pour demander à ceux qui les lisent ce qu'ils ont pensé de l'histoire ou pour les engager à donner leur avis sur la suite à donner.
Les sites de publication prennent en compte cette volonté de contact en permettant aux lecteurs de poster un commentaire, un feed-back, une review, en vue d'encourager l'auteur ou de lui faire part de critiques ou suggestions sur son texte. Il est d'usage que ce dernier y réponde pour remercier les lecteurs de leur soutien ou réagir à leurs remarques. Certains auteurs décident même de demander aux lecteurs un nombre spécifique de commentaire à laisser sous le nouveau chapitre publié. Les fanfictions peuvent également être agrémentées d'illustrations réalisées par d'autres fans.
La forme en feuilleton des histoires est également idéale pour maintenir des relations sur plusieurs mois entre celui qui écrit l'histoire et ceux qui en attendent les mises à jour.
L'influence des lecteurs peut agir avant même la publication : afin d'éviter de laisser des fautes d'orthographe ou des incohérences de scénario, il n'est pas rare que le texte soit relu par une autre personne fréquentant le site, un bêta-lecteur, avant d'être publié. Ce travail collaboratif (parfois en mode wiki) permet d'améliorer la qualité et la richesse des fanfictions.
Il est également à noter qu'à l'inverse du monde des grands wiki (dont Wikipédia) qui est plutôt masculine, la communauté de la fanfiction est très féminine (entre 75 et 80 % de femmes,). Cet aspect date de l'origine de la fanfiction, qui s'est tout d'abord développée au sein des communautés très masculines de science-fiction, mais qui s'en est séparée car les auteurs amateurs de SF n'étaient pas intéressés par ce que les auteures de fanfiction Star Trek désiraient écrire.

## Moyens de diffusion/réutilisation

Logo site Web Fanfiction.net

À l'origine, les fanfictions étaient publiées dans des fanzines, des magazines écrits par des fans sur le modèle de ceux qui contenaient de la science-fiction originale. Ils étaient vendus lors des conventions de science-fiction ou envoyés par la poste. Ensuite, les listes de diffusion sur Internet ont permis d'envoyer les fanfictions à des lecteurs inscrits.
Aujourd'hui, pour diffuser leurs écrits, les fanfics utilisent surtout Internet, et notamment des sites de publication en ligne permettant à tout inscrit de publier lui-même ses écrits, sans le choix de publication ou les corrections que les éditeurs de fanzine effectuaient.
Les sites peuvent être exclusivement destinés à publier des fanfictions, mais on trouve aussi des forums de fans dont la publication d'histoires n'est qu'un à-côté. Les sites de publication sont spécialisés dans un fandom particulier ou acceptent tous les fandoms.
Certains auteurs préfèrent les plates-formes de blog ou créent des sites personnels, éventuellement pour y ajouter d'autres créations de fan comme des fanart.
Les fanfictions sont le plus souvent publiées par chapitre sur le modèle des feuilletons d'autrefois ou des séries dont elles sont souvent issues.
La fanfiction est désormais utilisée comme tremplin dans le monde de la littérature mais aussi dans le monde cinématographique. De nos jours, il n’est pas rare de voir une fanfiction être supprimée de ces différents sites dans le but de se faire publier dans une véritable maison d’édition. Certaines de ces fanfictions sont mêmes adaptées au cinéma.
Parmi ces fanfictions devenues célèbres : 
- Cinquante nuances de Grey de E. L. James
- After d'Anna Todd

## Diversité et popularité des sources d'inspiration
(Chiffres collectés le 2 avril 2015.)
Les sources d'inspiration des auteurs de fanfiction sont nombreuses et les supports des œuvres exploitées sont très divers.
Fanfiction.net est l'un des sites de publication de fanfictions les plus fréquentés : plus de 2,6 millions de membres écrivant en 40 langues. Son analyse permet donc de se faire une idée assez précise de la popularité d'un fandom, même si certains y sont minorés, préférant s'épanouir sur des forums spécialisés. Pas moins de 8 200 fandoms différents sont catégorisés sur fanfiction.net.
L'évaluation de ce site fait apparaître une grande disparité de succès d'un fandom à l'autre. S'il y a énormément d'œuvres qui inspirent les auteurs de fanfictions, les trois plus exploitées, Harry Potter, Naruto et Twilight représentent à elles seules 1,3 million de fanfictions sur les 6,5 millions que totalise le site, soit près du quart des textes postés (20 %).
On peut noter qu'au fil du temps, les œuvres exploitées sur ce site se multiplient et que les trois gros fandoms sont passés en 4 ans de 25 à 20 % du total des histoires, bien que restant très vivants et continuant à s'enrichir. Si on regarde l'évolution par section, certains fandoms se sont fait dépasser par d'autres plus récents, mais les quatre premiers (Harry Potter, Naruto, Twilight, Inuyasha) étaient déjà en haut de l'affiche en 2011. Dans le top 10, deux fandoms sont sortis (Yu-Gi-Oh et Le Seigneur des anneaux) et deux sont arrivés (Hetalia-Axis Powers et Pokémon).
Archive of Our Own (Notre Propre Archive en français) aussi connue sous l'abréviation « AO3 » est un autre exemple de site d'hébergement d'œuvres transformatives comme les fanfictions. Le site, développé par l'Organisation pour les Œuvres Transformatives (OTW), héberge, au 20 juillet 2018, plus de 4 millions d’œuvres pour plus d'1,5 million d'utilisateurs et 29 000 fandoms différents. Ce site étant largement anglophone, il est moins utilisé pour les fanfictions francophones mais on y trouve tout de même plusieurs milliers de fanfics en français et de traductions.

### Livres
Le roman jeunesse Harry Potter sort complètement du lot avec ses 900 000 histoires, ce qui correspond à la moitié (49,8 %) de la section des livres (1,45 million d'histoires).
Un certain nombre de facteurs peuvent expliquer ce succès. Pour commencer, la notoriété de la série romanesque a coïncidé avec le développement d'Internet, préfigurant le Web 2.0 et la fanfiction en ligne au début des années 2000. Ensuite, l'adaptation au cinéma a aussi contribué à faire connaître l'œuvre à davantage de personnes. Enfin, la parution des 7 tomes qui s'est étalée sur 10 ans a entretenu l'attente et la possibilité d'imaginer une suite, qui sont les principaux moteurs de l'écriture des fanfictions.
Il est suivi par Twilight qui, bien que n'ayant démarré qu'en 2006, présente déjà 218 000 histoires (15 % de la catégorie Livres). On trouve ensuite Percy Jackson (61 200), Le Seigneur des anneaux (53 300). Hunger Games, bien que relativement récent, atteint la cinquième place (42 300). On remarque que tous ces livres ont bénéficié d'une adaptation au cinéma.
Des classiques sont également parfois sources d'inspiration pour les fanfictions. On retrouve ainsi des histoires inspirées des Misérables de Victor Hugo, ou encore Orgueil & Préjugés de Jane Austen.

### Anime
Bien que la fanfiction se soit historiquement développée autour d'une série télévisée, ce sont les mangas et animations japonaises (anime) qui totalisent le plus d'histoires : plus d'1,83 million de récits sont placés dans cette catégorie, dont presque un quart (21 %) sont basés sur le manga Naruto (379 000 histoires). InuYasha (114 000 histoires), Hetalia - Axis Powers (111 000) et Bleach (80 200) sont aussi très populaires.

### Séries télévisées
Les séries viennent ensuite avec 2,1 millions d'histoires. On trouve Supernatural (240 000 histoires), Glee (108 000 histoires), Doctor Who (95 000 histoires) dans le trio de tête. Buffy contre les vampires (48 600 histoires), qui était en troisième position, se trouve maintenant rétrogradée à la cinquième place, dépassée par Sherlock (80 000 histoires).

### Autres sources
D'autres sources servent aussi de base pour les récits de fans :
- Les jeux (623 000 histoires) : Pokémon (79 600), Kingdom Hearts (72 300), Final Fantasy VII (39 100)
- Les cartoons (432 000 histoires) : Avatar, le dernier maître de l'air (39 500), Teen Titans (37 900)
- Les films (363 000 histoires) : Star Wars (33 600), Avengers (31 100), Pirates des Caraïbes (19 900), High School Musical (18 000)
- Les comics (82 000 histoires) : Homestuck (15 700), X-Men (12 400), Batman (12 700)
- Les spectacles (60 000 histoires) : Screenplay (30 600), Rent (7 000)

À cela, s'ajoutent 206 000 histoires classées dans Divers, qui s'inspirent des mythologies existantes ou inventées, des feuilletons radiophoniques ou des webséries. Il est à noter que de nombreuses univers fictifs ont recours à plus d'un média et que les différentes versions de ces univers fictifs peuvent facilement se confondre au sein de la fanfiction.
Certaines fanfictions peuvent aussi se baser sur des personnages connus comme les artistes de groupes de musique célèbres. Quand il s'agit de personnalités politiques, le genre s'appelle le political RPF.

## Légalité

### Droits d'auteur
D'un point de vue juridique, copier, diffuser, faire des arrangements d'une œuvre protégée, même à titre gratuit, constitue une violation des droits d'auteur. Il en est de même en cas de production d'un travail dérivé basé sur une œuvre dont on ne détient pas les droits.
Les titres, noms, courtes phrases, idées ne peuvent pas être protégés par le copyright. De la même façon, pour être protégeables, les personnages, lieux et situations doivent être particulièrement caractérisés.
Conformément à la convention de Berne signée par la plupart des États, la durée de la protection est prévue a minima jusqu'à l'expiration de la 50e année après la mort de l'auteur. Les pays peuvent aménager ce délai. Dans les pays membres de l’Union européenne, la durée de protection a été harmonisée à 70 ans post mortem pour la plupart des œuvres. Il a été allongé à 70 ans aux États-Unis par le Copyright Term Extension Act. Ensuite, les œuvres tombent dans le domaine public et peuvent être exploitées par ceux qui le désirent.
La convention de Berne évoque aussi la notion de droit moral, mais les États-Unis y ont opposé des réserves. Ils n'en accordent que pour les créations d'art visuel.

#### Exceptions aux droits d'auteur
Dans toutes les législations, le droit d'auteur rencontre des exceptions en vue de préserver la liberté d'expression et encourager la création. Ainsi, les œuvres parodiques ou critiques sont légalement autorisées dans la plupart des pays, dont la France. Il est également permis d'écrire pour soi, tant que la publication ne sort pas du cercle privé.
En droit américain, c'est la doctrine du fair use qui définit les exceptions aux règles du copyright. Savoir si la pratique de la fanfiction entre ou non dans son champ d'action n'a toujours pas été tranché par les tribunaux des États-Unis car personne n'a porté ce genre de cas devant la justice américaine.
L'avocate Rebecca Tushnet a étudié des cas s'y rapprochant et en a conclu que la publication des fanfictions devraient bénéficier du fair use si la justice devait se prononcer, mais d'autres organismes s'intéressant à la création sur Internet sont moins affirmatifs.
On voit souvent apparaître des disclaimers (déclarations de non-responsabilité) au début des fanfictions qui déclarent publiquement que ces dernières sont issues d'une œuvre préexistante. À défaut de constituer une protection juridique, ces déclarations permettent au moins d'éviter que quiconque puisse croire qu'il s'agisse d'une tentative d'appropriation.

#### Débat sur la conception du droit d'auteur
Les opposants au droit d'auteur tel qu'il existe aujourd'hui estiment que l'interdiction des travaux dérivés est globalement dommageable. Lawrence Lessig expose dans Culture libre, d'une part, qu'une législation trop stricte sur les travaux dérivés est nuisible à la créativité en général, et donc nuisible à un trop grand nombre pour l'intérêt de quelques-uns et, d'autre part, que l'exemple japonais des dōjinshi montre que ces œuvres ont un effet positif en général sur l'industrie du manga dont ils violent les droits.
D'autres soulignent que les droits d'auteur sont souvent détenus par des sociétés de production, et que ce sont donc des intérêts purement commerciaux qui sont protégés, au détriment de la créativité. Il est également soutenu que la fanfiction est par essence une critique littéraire de l’œuvre exploitée et devrait donc bénéficier de la tolérance qui y est habituellement attachée,.
L'arrêt Suntrust v. Houghton Mifflin Co. est invoqué pour appuyer cette revendication. En effet, en 2001, une cour a dû se prononcer sur la commercialisation du livre The Wind Done Gone (en) d'Alice Randall. Aucun nom issu d’Autant en emporte le vent n'est expressément repris, mais la situation des personnages, leurs surnoms, leurs relations sont suffisamment caractérisées pour qu'il soit évident qu'on se trouve devant la réécriture du célèbre ouvrage, du point de vue d'une esclave métis. Une cour d'appel fédérale a affirmé que la violation du copyright ne faisait aucun doute, mais que « The Wind Done Gone n'est pas un commentaire général sur les États sudistes du temps de la Guerre de Sécession mais une critique particulière et une réponse ciblée à la description de l'esclavage et des relations entre les Noirs et les Blancs que l'on trouve dans Autant en emporte le vent. Le fait que Randall ait choisi de présenter ses critiques sous une forme fictionnelle, donnant à sa contestation une forme plus efficace que ne l'aurait été un article universitaire, ne prive pas à lui seul The Wind Done Gone de la protection prévue par le Fair Use ».
Une autre affaire est moins favorable à la notion de création de fan diffusée de manière gratuite. En 2015, Axanar Production a récolté 1,1 million de dollars par deux campagnes de financement participatif pour financer un film Prelude to Axanar (en), basé sur l'univers de Star Trek, dont la diffusion serait non-commerciale. Paramount et CBS, détenteurs des droits, ont porté plainte contre les porteurs du projet pour violation de copyright. Ils ont publié un règlement destiné aux créateurs de fanfilms : un fanfilm ne peut dépasser 15 minutes, et ne peut durer plus de deux épisodes. Il ne peut pas excéder 30 minutes en tout, sans saisons, épisodes, parties, suites ou remakes additionnels. Le titre du film ne doit pas comporter le nom Star Trek, mais doit impérativement contenir un sous-titre indiquant une fan production Star Trek. Les costumes et autres objets utilisés à l’écran doivent obligatoirement être issus du « merchandising » officiel. Enfin, les créateurs, acteurs et tous les participants doivent être des amateurs, ne peuvent pas être dédommagés pour leurs services, et ne peuvent pas avoir déjà travaillé pour Star Trek. En réponse à une requête préliminaire, le juge fédéral de Los Angeles a jugé que la doctrine du fair use ne pouvait être invoquée. L'affaire a débouché sur un accord très défavorable à la production de fan et notamment l'acceptation du non-dépassement de la durée des deux fois quinze minutes.

### Position des détenteurs des droits d'auteur

#### Auteurs refusant lafanfictionsur leurs œuvres
Les fanfictions reprenant les œuvres des auteurs ci-dessous ne sont pas permises sur le site fanfiction.net, qui indique respecter le vœu exprimé des auteurs.
- Anne Rice
- Archie comics
- Dennis L. McKiernan
- Irene Radford
- J.R. Ward
- Laurell K. Hamilton
- Nora Roberts/J.D. Robb
- P.N. Elrod
- Raymond Feist
- Robin Hobb
- Robin McKinley
- Terry Goodkind
- Anne Robillard[48]

Ont également indiqué leur volonté de ne pas faire l'objet de fanfiction :
- Orson Scott Card[49]
- George R. R. Martin[50]
- Diana Gabaldon[51]

Cette décision de prendre en compte les choix des auteurs n’est pas partagée par d’autres sites d’archives de fanfictions, comme Archive of Our Own, qui accepte généralement tous les contenus.

#### Position des sociétés détentrices des droits d'auteur
De nombreuses maisons de production restent hostiles à la fanfiction et envoient des lettres de mise en demeure aux sites de publication. D'autres, cependant, vont apprécier l'effet publicité que la fanfiction leur fait indirectement et ne pas agir contre les fans et même prévoir un espace fanfiction sur leur site officiel.
Pour le cas de la franchise Halo, qui est la propriété de Microsoft Game Studios, les fanfictions et les fan-métrages d'animation (majoritairement des machinimas) sont acceptés. Cependant, deux courts-métrages fan-film particulièrement cités sur les sites communautaires des fans, Halo: Faith et Halo: Operation Chastity, semblent rencontrer des problèmes. En effet, les réalisateurs de Halo: Faith ont annoncé peu de temps avant la sortie du projet sur Internet (prévue le 20 octobre 2011) que la date était reportée pour des raisons administratives,, après une rencontre prévue par Microsoft, le réalisateur annonce l'annulation du tournage pour atteinte aux droits de propriété intellectuelle sur la licence Halo appartenant à Microsoft. Quant à Operation Chastity, un teaser était prévu pour l'été 2011 mais, de manière inexpliquée, il n'y a plus aucune information au sujet de ce dernier projet depuis mi-juin 2011.

#### Fanfictionet contrôle des droits d'auteur
Certains auteurs invoquent le fait que les droits d'auteur sont leur moyen de subsistance et ils craignent d'en perdre complètement et définitivement le contrôle s'ils ne s'opposent pas à toute violation du copyright, qu'elle soit préjudiciable ou non,. Il semble cependant que les droits d'auteurs ne se perdent pas sans qu'on y renonce officiellement et totalement. Il est donc possible d'accepter la fanfiction tout en continuant à exploiter son œuvre.
Le cas Marion Zimmer Bradley est souvent invoqué pour montrer que l'indulgence envers la fanfiction expose à être attaqué par les fans pour plagiat. En effet, elle a beaucoup encouragé la fanfiction sur son œuvre avant de l'interdire à la suite d'un désaccord qu'elle a eu avec une autrice. La réalité est plus nuancée car le cas était particulier.

#### Respect de l'œuvre
Pour d'autres auteurs, la question est plutôt morale. Ils ne souhaitent pas que d'autres auteurs publient des histoires mettant en scène les personnages qu'ils ont inventés. Ainsi, Anne Rice indique : « Rien que la pensée qu'on puisse utiliser mes personnages dans une fanfiction me contrarie énormément. »
Certains soulignent à quel point les fanfictions déforment les personnages qu'ils ont créés ou font valoir le risque de confusion entre le canon et le travail des fans. Ainsi, si Robin Hobb s'oppose à l'utilisation de ses personnages dans le cadre d'une fanfiction, elle accepte qu'ils servent de base à un fanart en expliquant : « Le fanart ne peut pas être confondu avec mon écriture. L'art, c'est des images (ou des sculptures, etc.). Ce n'est pas des mots sur une page. Personne ne va voir l'image d'un loup et se dire “c'est de Robin Hobb”. »
Les auteurs refusant la fanfiction sur leur œuvre ne sont pas forcément opposés à la fanfiction en tant que telle : ils peuvent l'estimer parfaitement légitime quand elle s'applique à une œuvre tombée dans le domaine public ou si l'auteur est d'accord. C'est le cas de P. N. Elrod et Diana Gabaldon.

#### Auteurs favorables à lafanfiction
Un certain nombre d'auteurs indiquent, quant à eux, qu'ils sont favorables aux fanfictions inspirées de leurs histoires. Stephenie Meyer, par exemple, propose sur son site officiel un lien vers la page de fanfiction.net qui la concerne.
Des auteurs sont même allés jusqu'à eux-mêmes publier les fanfictions écrites sur leurs œuvres. En 1977, Marion Zimmer Bradley a lancé un fanzine, qui a été publié durant plus de 10 ans, contenant des fanfictions sur le cycle de Ténébreuse avant le triste incident qui l'a amenée à cesser cette collaboration. En 2012, Rajot Éditeur et Gallimard Jeunesse ont organisé un concours de fanfiction officiel sur la série A comme Association avec son auteur Erik L'Homme, et le travail des dix lauréats peut être consulté sur le site officiel de la série. En 2015, c'est La Horde du Contrevent d'Alain Damasio qui a été proposé par Folio SF, comme base pour un concours de fanfictions.
Même s'ils y sont favorables, les auteurs se sentent parfois obligés de prendre du recul par rapport aux productions des fans, pour ne pas être accusés par la suite d'y avoir trouvé l'inspiration. Ainsi, Terry Pratchett avait demandé que les histoires ne soient pas postées là où il avait l'habitude d'échanger avec ses fans. De même, Lois McMaster Bujold (La saga Vorkosigan) se déclare fièrement fan-ac friendly author mais indique aussi qu'il est considéré comme prudent de la part des auteurs de ne pas lire les fanfictions les concernant et qu'elle a dû, à son corps défendant, apprendre à l'éviter.
D'autres auteurs ont exprimé leur accord, explicitement ou implicitement :
- Meg Cabot[71]
- Paul Cornell[72]
- Jasper Fforde[73]
- Neil Gaiman[74]
- Diana Wynne Jones[75]
- Guy Gavriel Kay[76]
- Ursula Le Guin[77]
- Joss Whedon[78]

##### Auteurs favorables sous conditions
Certains auteurs émettent cependant des conditions, notamment que la publication soit à titre gratuit ou respecte certaines règles de publication. Ainsi, Mercedes Lackey demande que les histoires soient proposées en Creative Commons. Anne McCaffrey a toute une page pour décrire les règles à suivre pour exploiter son monde. J. K. Rowling, si elle est dans l'ensemble très favorable à la fanfiction, se préoccupe des histoires sur Harry Potter qui ne conviendraient pas aux mineurs et qui seraient sur des sites non protégés.

#### Lecteurs mis à contribution
L'univers étendu de Star Wars s'est ainsi construit sur une collaboration de George Lucas avec des auteurs fan de sa première série,.

### Fanfictionlégalisée
En 2013, la société Amazon lance Kindle Worlds dont le principe est d'obtenir des licences sur des séries. Les fans peuvent auto-publier leurs écrits sur Amazon qui verse des royalties non seulement aux fan-auteurs, mais aussi à l'auteur d'origine.
Des règles très précises encadrent cette pratique : les fanfictions ne peuvent être déposées que dans l'emplacement prévu (distinct de l'autopublication habituelle), les histoires doivent être conformes aux règles spécifiques à chaque licence (toutes les histoires sont vérifiées avant d'être postées), et il n'est pas possible de faire des crossover, même entre deux mondes licenciés.
Par ailleurs, non seulement ces histoires ne peuvent pas être publiées ailleurs (le droit accordé à Amazon est exclusif), mais toutes les idées contenues dans les textes sont cédées à Amazon. Il est probable que cette dernière règle ait été prévue en partie pour répondre à l'inquiétude des auteurs qui craignent qu'on leur reproche de plagier les fanfictions (l'incident Marion Zimmer Bradley est souvent évoqué dans les cas de refus de la fanfiction). Mais cela permet aussi à Amazon de s'approprier toute réédition, produits dérivés et adaptations futures de la fanfiction qui a été publiée sur son site.
Amazon ferme Kindle Worlds en août 2018.

## Vocabulaire spécifique
La fanfiction, née aux États-Unis, a des particularités qui ont fait naître des termes qui lui sont propres. On retrouve donc beaucoup de termes en anglais dans le vocabulaire utilisé. L'influence des fans adeptes de manga et de dessins animés japonais ont également légué quelques mots à consonance japonaise.

### Généralités
- Fandom : univers (personnages, lieux, faits historiques, etc.) d'une œuvre littéraire, cinématographique ou télévisuelle, sur lequel s'appuie une fanfiction. Par extension, le terme désigne aussi la communauté de fans rassemblés autour d'une œuvre spécifique ou d'un développement particulier d'une œuvre sous forme de fanfic (couple, situation, époque…). Le mot est formé sur le modèle de kingdom (« royaume »).
- Disclaimer : message d'avertissement se trouvant en tête de l'histoire ou des chapitres. L'auteur y précise que les personnages et l'univers qu'il utilise ne lui appartiennent pas et qu'il ne tire aucun profit pécuniaire de la publication de son texte. Il y cite normalement le titre de l'œuvre exploitée et son auteur d'origine.
- Rating : classification de la fanfiction quant à sa lisibilité par un jeune public. Les deux échelles d'évaluation les plus couramment utilisées sont celle de la MPAA, ou celle de l'initiative FictionRatings (cette dernière étant d’ailleurs utilisée sur fanfiction.net[86]).
- Reviews : commentaires laissés par les lecteurs afin de donner leurs impressions et/ou réactions sur la fiction.
- Bêta-reader ou bêta-lecteur : personne qui corrige et vérifie la qualité de la fanfiction avant sa publication. Son rôle est à la fois celui de correcteur mais aussi celui de donner conseils et premiers avis sur l'histoire. Il peut faire partie de l'entourage de l'auteur, mais le plus souvent est un autre fan qui offre ses services.

### Précisions sur l'histoire
Pour aider les lecteurs à faire leur choix dans le grand nombre de fanfictions existantes, les auteurs indiquent de manière plus ou moins codée le type d'histoire qu'ils proposent.

#### Longueur et l'avancée de l'histoire
On trouve des fanfictions qui font quelques paragraphes et d'autres qui peuvent atteindre plusieurs centaines de chapitres et des centaines de milliers de mots.
- OS ou one shot : fic courte, en un seul chapitre.
- Drabble ou vignette : exercice littéraire qui consiste à écrire des textes contenant un nombre de mots limités : 100 mots ou un multiple de 100 (200, 500).
- Ficlet : fiction courte.
- WIP : histoire en cours d'écriture.
- Hiatus : une histoire en hiatus est non terminée et en suspens avec possibilité qu'elle soit continuée.

#### Rapport entre lafanfictionet l'œuvre d'origine
Si les lecteurs de fanfictions recherchent avant tout à se replonger dans l'histoire qu'ils ont appréciée, la richesse des fanfictions vient également de la manière dont les auteurs vont se détacher du texte originel pour apporter d'autres éléments.
- Canon : correspond à l'histoire officielle. Une fanfiction canon suit scrupuleusement le scénario d'origine. Elle peut cependant ajouter des personnages et des situations tant que ce n'est pas contraire à ce qui a été précisé par l'auteur originel.
- Uchronie, AU ou UA (Alternative Universe ou univers alternatif) : l'auteur annonce qu'il va volontairement diverger de l'histoire officielle ; un événement a changé le cours de l'histoire, les personnages subissent des modifications (âge, sexe, caractère, talents, espèce), un élément significatif n'est pas pris en compte ou ajouté. Parfois, les personnages sont transposés dans un contexte qui n'a rien à voir.
- Une sous-catégorie des AU est constituée par les crossovers, souvent notés x-over ou XO : histoire croisant deux univers différents originaires de deux œuvres originales différentes. On a aussi les Fics Universe qui ne reprennent que le contexte, pas les personnages.

#### Genre littéraire
Dans la fanfiction, on retrouve tous les genres littéraires de la littérature classiques : aventure, romance, policier, horreur…
- Songfic : fanfic axée autour d'une chanson.
- Angst : indique une fiction où le héros est souvent victime de tortures morales ou physiques. Le terme désigne aussi plus généralement une fic où les personnages hésitent longuement sur qui ils sont, pourquoi ils agissent ainsi, etc.
- Deathfic : fanfiction où l'un des personnages principaux est amené à mourir.
- Darkfic : histoire où le héros est du côté des méchants. L'histoire pourra traiter des thèmes dérangeants de manière assez crue.
- Parodie-Insert : comme son nom l'indique, une parodie où un personnage existant (ou plusieurs) est inséré, lui faisant un portrait humoristique, et souvent rabaissé par rapport aux personnages principaux.
- Hurt/Comfort : un personnage sera mis dans une situation difficile moralement ou physiquement avant d'être réconforté par un autre protagoniste.
- MyST : en référence à une émission de télévision américaine du nom de Mystery Science Theater qui diffusait des films de série B à des gens enfermés et obligés à critiquer ces films. Dans le monde de la fanfic, le terme désigne un scénario où des gens sont enfermés dans un lieu où ils doivent commenter des fanfics qui leur sont soumises..
- Dead Dove : Do not eat : Citation tirée d'une scène de la série américaine Arrested Development, où l'un des personnages principaux trouve dans le réfrigérateur un sac en papier où il y a écrit "Dead Dove, Do not Eat" (Pigeon mort, ne pas manger) et qui, en l'ouvrant, découvre en effet un pigeon mort. Cette phrase est devenu un tag d'avertissement dans le site Archive of Our Own, pour dire au lecteur de bien prendre en compte les tags avant de lire la fanfic. En effet, il s'agit souvent de fanfictions qui contiennent des éléments qui peuvent être très perturbants pour le lecteur, très graphiques, sans nécessairement avoir aucune sorte de réconfort à la fin de l'histoire.

#### Personnages
Tout comme l'intrigue, les personnages peuvent être conformes à leur œuvre d'origine ou présenter des caractères très différents. De même, l'auteur d'une fanfiction peut choisir d'ajouter des personnes à celles qui existent déjà ou de mettre en valeur un personnage secondaire. C'est ainsi qu'un personnage ayant un rôle limité dans l'histoire originelle peut devenir le héros d'une fanfiction ou le témoin privilégié de l'intrigue d'origine en faisant l'objet d'une focalisation interne.
- I.C. (In Character) : se dit du comportement d'un personnage dans une fanfiction lorsqu'il est en phase avec la description qui en est donnée dans l'œuvre initiale.
- O.O.C. (Out of Character) : à l'opposé du précédent, se dit d'un comportement peu vraisemblable pour un personnage par rapport au même personnage dans l'œuvre initiale.
- O.C. (Original Character) : personnage qui n'appartient pas à l'univers original, mais qui est créé par l'auteur de la fanfiction.
- P.O.V ou pov (Point Of View), suivi du nom d'un personnage : placé en début de paragraphe à l'intérieur d'une fanfiction, indique que le lecteur s'apprête à lire les pensées d'un personnage (d'un point de vue littéraire, basculer en focalisation interne). La narration est donc faite par le personnage. Un marqueur de fin (par exemple End POV) peut être utilisé pour indiquer le retour à une narration extérieure.
- « Mary Sue » (« Gary Stu » pour un garçon) : personnage charismatique, créé pour emporter l'adhésion des lecteurs par ses qualités intellectuelles, physiques et morales frôlant la perfection. La Mary Sue est souvent distinguée par un ou plusieurs traits physiques insolites (exemples : yeux pervenche, cheveux violets, etc.). Elle est aimée de tous les personnages de l'histoire, qu'elle éclipse par sa forte personnalité et par la place qu'elle prend dans le récit. Les personnages canons, par le rôle de faire-valoir dans lequel elle les cantonne, en deviennent souvent OOC. Cet effet secondaire, ainsi que la perfection incarnée du personnage, a rendu la Mary Sue antipathique à beaucoup de lecteurs. Un personnage d'origine peut être qualifié ainsi, qu'il soit ou non conforme au canon, si son caractère s'approche de la définition de la Mary Sue/Gary Stu. Son nom provient d'une fanfiction parodique de Star Trek, écrite pour dénoncer le phénomène[87].
- Le Self-Insert (ou SI) : O.C. qui est l'avatar de l'auteur qui se met ainsi en scène aux côtés des personnages principaux.
- Character bashing (maltraitance de personnage) : fiction dans laquelle un personnage donné cumule tous les défauts au profit du reste de l'équipe ou d'un autre personnage. Les auteurs montrent ainsi leur aversion pour un des personnages canons ou montrent que ses actions sont beaucoup moins innocentes que ne le présente l'auteur d'origine.
- Dark! Nom-du-personnage : héros normalement gentil qui bascule du côté des méchants dans le récit.
- Neko! Nom-du-personnage : héros normalement humain qui devient un anthropomorphe mi-homme mi-animal (se rapproche du furry).
- Fem! Nom-du-personnage : héros normalement de sexe masculin qui bascule vers le sexe féminin dans le récit de plusieurs manières possibles. Ce principe se retrouve également dans des travaux de nature graphique et est souvent identifié par le terme «Règle 63».

#### Relations entre les personnages
Beaucoup de fanfictions sont centrées sur la relation entre des personnages et notamment leurs romances.
- X, /, +, & : placé entre deux noms de personnages, indique que la fanfiction abordera (principalement ou non) une relation entre ceux-ci. Généralement, X et / sont utilisées pour des relations amoureuses et/ou sexuelles (aussi qualifiées de pairing où le premier personnage est le dominant et le second le dominé), + et & indiquant plutôt une relation d'amitié.
- Gardian (ou Bromance) : relation de type filiale entre deux personnages (souvent précisé pour bien indiquer qu'on ne sera pas en présence d'un slash malgré des liens forts entre deux personnages de même sexe).
- Le het : met en scène des relations hétérosexuelles.
- Le yaoi/slash : met en scène des relations homosexuelles entre hommes
- Le yuri/femslash : met en scène des relations homosexuelles entre femmes
- Un ship ou pairing désigne un couple de personnages, qu'il soit dans le canon ou non
- Le will they/won’t they? (« Vont-ils/ne vont-ils pas ? »), expression qui désigne la tension sexuelle (en) entre deux personnages qui dure pendant des épisodes ou des saisons entières de la fiction[88].

#### Romance et érotisme
Les romances sont plus ou moins marquées dans l'intrigue et s'accompagnent parfois de scènes érotiques.
- WAFFy ou WAFF (ou « Fluff », « Fluffy ») : acronyme anglophone pour « Warm And Fuzzy Feelings » soit : « des sentiments doux et tendres » désigne une romance, plus ou moins poussée.
- Guimauve, SAP, glucose, glucosé ou toute autre référence au sucre : indique une histoire très romantique, fleur bleue.
- M-Preg (Male Pregnancy) : situation dans laquelle un personnage de sexe masculin tombe enceinte. Généralement, ce cas de figure est développé dans des fictions yaoi, principalement dans les Omégaverse.
- Harlequin : du nom de la célèbre maison d'édition, indique une fanfic dans laquelle la romance, la violence, et/ou le sexe sont exagérément poussés, le but du jeu étant d'être le moins vraisemblable possible. Ce terme peut être utilisé par autodérision par l'auteur lui-même, ou bien pour se moquer de l’œuvre d’un autre auteur.
- Le lime : scène qui sous-entend des rapports sexuels et décrit souvent des attouchements plus ou moins poussés.
- Le lemon : scène décrivant un rapport sexuel explicite.
- Le PWP (Plot? What Plot? (Intrigue, quelle intrigue ?) ou Porn Without Plot (porno sans intrigue) ou encore Smut (littéralement « sale » ou « sexuel ») plus fréquemment utilisé sur les réseaux sociaux. Il s'agit d'une fiction courte, souvent un O.S., dont le scénario est très peu développé car juste présent pour mettre en scène un lemon, ou bien mettre en scène une petite histoire humoristique ou tendre.
- Il existe une manière de codifier les pairings, par exemple en fusionnant leurs prénoms et parfois leurs noms de famille en un mot-valise : ainsi une romance entre Korra et Asami, du fandom La Légende de Korra, sera notée "Korrasami" ; dans le fandom Harry Potter, Drago x Harry, devient "Drarry" ; Ron/Hermione donne "Romione". Il est aussi possible de construire ces noms en fusionnant les prénoms et les noms (exemple : Larry Stylinson, de Harry Styles et Louis Tomlinson). Un dernier type de construction ne part pas des prénoms des personnages concernés mais de leurs caractéristiques : ainsi, le pairing Remus/Sirius (du fandom Harry Potter) est noté "Wolfstar", contraction des mots anglais wolf ("loup") et star ("étoile"). En effet, le personnage de Remus Lupin est un loup-garou (d'où wolf) et le prénom de Sirius Black est également le nom de l'étoile la plus brillante du ciel nocturne (d'où star).

### Documentaire
- Article Téléobs de L'Obs, « Fanfiction, ce que l'auteur a oublié d'écrire », à propos du documentaire d'Emmanuelle Debats, France, 2015 - 65 min (diffusé le 18 avril 2016).